# Gerda Zeltner-Neukomm
Gerda Zeltner-Neukomm, geborene Neukomm (* 27. Januar 1915 in Zürich; † 20. Juli 2012 ebenda), war eine Schweizer Romanistin, Schriftstellerin und Literaturkritikerin.

## Leben und Wirken
Gerda Neukomm, Tochter von Johanna Neukomm, geborene Schnider, und des Ingenieurs Hans Neukomm, wurde 1941 an der Universität Zürich mit einer Arbeit über das Theater von Pierre Corneille zum Dr. phil. promoviert. Von 1942 bis 1951 war sie Redaktorin der Literaturzeitschrift Trivium. Sie war protestantisch, ab 1945 verheiratet mit Peter Zeltner und hatte zwei Töchter (Marina und Claudia). Ab 1958 arbeitete Gerda Zeltner-Neukomm als Literaturkritikerin für moderne französische Literatur, u. a. für die Neue Zürcher Zeitung, insbesondere auf dem Gebiet des Nouveau Roman. Daneben schrieb sie sprachkritische Untersuchungen zu Deutschschweizer Autoren, u. a. über Hermann Burger und Erica Pedretti. Sie gehörte der Schriftstellergruppe Olten an, war Mitglied im PEN-Club und der Akademie der Wissenschaft und der Literatur in Mainz, von der sie 1980 mit einem Preis gewürdigt wurde.

## Schriften
- Formwerdung und Formzerfall bei Pierre Corneille. Zürich 1941, DNB 361349467 (Dissertation Universität Zürich, Philosophische Fakultät I, 1941).
- Das Wagnis des französischen Gegenwartromans. Die neue Welterfahrung in der Literatur (= rowohlts deutsche enzyklopädie, Band 109). Rowohlt, Reinbek bei Hamburg 1960, DNB 455805784.
- Die eigenmächtige Sprache. Zur Poetik des Nouveau Roman. Walter, Olten 1965, DNB 455805776.
- Das Ich und die Dinge. Versuche über Ponge, Cayrol, Robbe-Grillet, Le Clezio (= Essay, Band 10). Kiepenheuer und Witsch, Köln/Berlin 1968, DNB 458722138.
- Beim Wort genommen. 1973.
- Im Augenblick der Gegenwart. 1974.
- Das Ich ohne Gewähr. Gegenwartsautoren aus der Schweiz (Essays zu E. Y. Meyer, Erica Pedretti, Otto F. Walter, Max Frisch, Gerhard Meier und Hermann Burger. Suhrkamp, Frankfurt am Main 1980, ISBN 3-518-04743-4)
- Vom Schweizer Hüsli zur Arche Noah. 1984.
- Der Roman in den Seitenstraßen. Neue Strukturen in der französischen Epik (= Akademie der Wissenschaften und der Literatur Mainz: Klasse der Literatur: Abhandlungen der Klasse der Literatur, Jahrgang 1991, Nr. 1). Steiner, Stuttgart 1991, ISBN 3-515-05968-7.
- Ästhetik der Abweichung: Aufsätze zum alternativen Erzählen in Frankreich (= Mainzer Reihe, Band 82). von Hase und Koehler, Mainz 1995, ISBN 3-7758-1345-4.